# 21050 Beck
21050 Beck è un asteroide della fascia principale. Scoperto nel 1990, presenta un'orbita caratterizzata da un semiasse maggiore pari a 2,7514279 UA e da un'eccentricità di 0,1902869, inclinata di 12,86870° rispetto all'eclittica.